# Avtomobilist Jekaterinburg
Avtomobilist (russisk: Автомобилист) er en professionel ishockeyklub fra Jekaterinburg i Rusland, etableret i 2006, som siden 2009 har spillet i den Kontinentale Hockey-Liga (KHL). Holdet spiller sine hjemmekampe i Arena Uralets, som har en kapacitet på 5.570 tilskuere.
Avtomobilist debuterede i Vyssjaja Liga i sæsonen 2006-07, og allerede i 2007-08 var klubben at finde blandt ligaens tophold. Og efter lukningen af Dinamo-Energija Jekaterinburg var Avtomobilist Jekaterinburgs eneste repræsentant i ligaen. Klubben blev sammen med Barys Astana som de eneste to VL-hold efter sæsonen optaget i den nyoprettede Kontinentale Hockey-Liga. På grund af økonomiske problemer måtte klubben imidlertid i juli 2008 opgive sin plads i KHL. Den ledige plads blev overtaget af Khimik Voskresensk, som Avtomobilist havde tabt til i slutspilsfinalen i 2007-08. Avtomobilist forblev derfor i Vyssjaja Liga, hvor holdet i grundspillet opnåede en førsteplads i øst-gruppen, men hvor holdet i slutspillet tabte til MHK Krylja Sovjetov Moskva i kvartfinale. Til gengæld fik man i løbet af sæsonen finansieringen af et KHL-hold på plads. Og da Khimik Voskresensk selv kom i økonomisk uføre og måtte forlade KHL, overtog Avtomobilist den ledige plads i ligaen fra sæsonen 2009-10.
I sæsonen 2018-19 vandt klubben Kharlamov-divisionen i KHL, hvilket var holdets første divisionssejr i KHL. I slutspillet nåede holdet konferencesemifinalen, hvilket var dets bedste resultat indtil da.